# Oxymycterus nasutus
Az Oxymycterus nasutus az emlősök (Mammalia) osztályának rágcsálók (Rodentia) rendjébe, ezen belül a hörcsögfélék (Cricetidae) családjába tartozó faj.
Az Oxymycterus emlősnem típusfaja.

## Előfordulása
Az Oxymycterus nasutus előfordulási területe Dél-Amerikában van. A következő országokban található meg: Brazília délkeleti részén és Uruguayban.

## Életmódja
Ez a rágcsálófaj pajorokra és lárvákra vadászik. Táplálékát az avarban, kövek alatt és kidőlt fák alatt keresi meg. A zsákmánya felkutatásában a hosszú orra segíti. Gyakran más rágcsálófajok üregeit és földalatti járatait használja fel.

## Wilhelm Leche rajzai az Oxymycterus nasutus őrlőfogairól

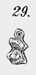
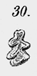

### Fordítás
- Ez a szócikk részben vagy egészben  a   Long-nosed hocicudo című angol Wikipédia-szócikk ezen változatának fordításán alapul.  Az eredeti cikk szerkesztőit annak laptörténete sorolja fel. Ez a jelzés csupán a megfogalmazás eredetét és a szerzői jogokat jelzi, nem szolgál a cikkben szereplő információk forrásmegjelöléseként.